# Колонин, Геннадий Владимирович
Колонин Геннадий Владимирович (1941—2016) — советский и российский ученый-биогеограф, известный специалист в области акарологии и медицинской географии, автор атласов, справочников-определителей и ряда научных работ по географии и систематике иксодовых клещей. Кандидат биологических наук.

## Биография
Родился 3 августа 1941 года в г. Калинин. Окончил географический факультет МГУ имени М. В. Ломоносова. В 1970 году защитил кандидатскую диссертацию по географическим наукам на тему «География сибирской язвы».
01.10.1971 г. поступил на работу в лабораторию биогеографии Тихоокеанского института географии ДВНЦ АН СССР, позже возглавил новую лабораторию медицинской географии. 
Проработав в Тихоокеанском институте географии по 28.03.1988 г. участвовал во множестве экспедиций по Дальнему Востоку, по результатам которых издал значительное количество научных трудов: справочники-определители иксодовых клещей, атласы географии распространения иксодовых клещей, научные статьи. Издания, созданные Г. В. Колониным имеют не только фундаментальное, но и прикладное значение, его труды до сих пор актуальны, и используются профильными специалистами при определении иксодовых клещей не только в России, но и за рубежом, наряду с трудами например, Филипповой Н. А.
После 1988 года переехал в Москву, и долгое время работал в Московском центре гидрометеорологии и наблюдения за природной средой.
В последние годы жизни работал внештатным сотрудником отдела разрешительной деятельности и контроля за объектами животного мира Федеральной службы по надзору в сфере природопользования. При этом, он не оставил научную деятельность, и последняя статья в соавторстве вышла в первом выпуске 2016 г. Бюллетеня московского общества испытателей природы, уже после его смерти.

## Публикации
- Колонин Г. В. География сибирской язвы [Текст]: Автореферат дис. на соискание ученой степени кандидата географических наук / Моск. гос. ун-т им. М. В. Ломоносова. Географ. фак.. — 1970. — 25 с.
- Колонин Г. В. О роли птиц в эпизоотологии сибирской язвы. Орнитология 10: 345. Репринт Рус. орнитол. журн. 2017. Том 26.. — М., 1972.
- Колонин Г. В. Мировое распространение иксодовых клещей род Ixodes. — Издательство «Наука», 1981.
- Колонин Г.В. Влияние хозяйственной деятельности на численность и размещение иксодовых клещей в Приморском крае. "Зоологический журнал". 1981. Т.60, вып.3. М. Наука   С.363-370с.
- Колонин Г. В. Распространение иксодовых клещей. Роды Dermacentor, Anocentor, Cosmiomma, Dermacentonomma, Nosomma, Rhipicintor, Rhipicephalus, Boophilus, Margaropus, Anomalohimalaya.. — М.: Наука, 1984. — 96 с.
- Г. В. Колонин. Материалы по фауне иксодовых клещей юга приморского края // Паразитология , X X , 2, 1986 г.
- Леонтьева О.А., Колонин Г.В. Паразитирование клещей Hyalomma aegyptium (Ixodidae) на черепахах Testudo graeca nikoskii.   Сборник Вопросы герпетологии, М., с. 165-165
- Волошина И.В, Колонин Г.В, Сагдиева П.Д., Салькина Г.П., Юдин В.Г. Иксодовые клещи амурского тигра в Приморском крае.  В издании Научные исследования природного комплекса Лазовского заповедника. Год: 2005 Страницы: 102-115.
- Леонтьева О.А., Сычевский Е.А., Колонин Г.В. Динамика численности клещей Hyalomma aegyptium (Ixodidae), паразитирующих на средиземноморской черепахе Testudo graeca Nikolskii на полуострове Абрау (Северо-западный кавказ)  // Бюллетень Московского общества испытателей природы. Отдел биологии, издательство Изд-во Моск. ун-та (М.), 2016, том 121, № 1, с. 26-34.